# Kateterizacija mokraćne cevi bešike
Kateterizacija mokraćne cevi bešike ili uretre rutinski je medicinski postupak kojim se olakšava direktna drenaža mokraćne bešike.
Pacijenti svih starosnih grupa mogu zahtevati kateterizacija mokraćne cevi bešike, ali oni koji su stariji ili hronično bolesni imaju veću vjerovatnoću za stalno prisutne katetere, koji nose u tim uslovima uz određene rizike.
Podaci iz literature ukazuju na visoku učestalost trajnih mokračnih katetera kod stanovnika domova za smeštaj starih lica. Prema podacima iz Amerike, oko 13% osoba na prijemu u staračke domove ma trajni kateter a analiza u 67 švedskih domova za smeštaj starih lica pokazala je da 16% muškaraca i 3% žena imaju ugrađen kateter.

## Relativna anatomija
Osnovni principi kateterizacija mokraćne cevi bešike su slični ali je sam postupak nešto drugojačiji u zavisnosti od pola, zbog anatomskih razlike u mokraćnoj cevi bešike, pa će ta razlika biti skraćeno prikazana:
Anatomija ženske mokraćne cevi bešike
Razvijena ženska mokraćna cev bešike je cevasta struktura duga od 4 cm koja počinje na vratu mokraćne bešike i završava se u vaginalnom predvorju. To je bogato vaskularni spužvasta cilindrična cev tako građena da pruža normalnu kontinenciju, odnosno sprovođenja mokraće iz mokraćne bešike do spoljnjeg dela tela. 
Ženska mokraćna cev bešike je fiksirana uretropelvičnim ligamentom sa svoje dve strane (trbušna strana je endopelvična fascija, a vaginalna strana periuretralna fascija). Ženska mokraćna cev bešike probija karličnu dijafragmu i perinealnu membranu samo posteriorno od pubične simfize. Distalno, ona pokazuje više genitalnih karakteristika, i postaje bogata žlezdama i obložena je skvamoznim epitelom.
Ženska mokraćna cev bešik je kratka struktura bez složenih investicionih struktura; stoga je manje sklon intrinzičnoj patologiji nego muška uretra. Ipak, razumevanje anatomije ženske mokraćne cevi bešike i njenih odnosa je važno ned samo za kateterizaciju, već i za razumevanje zajedničkih kliničkih problema stresne urinarne inkontinencije i infekcije urinarnog trakta.
Anatomija muške uretre
Muška mokraćna cev bešike je uska fibromuskularna cevčica koja provodi mokraću iz mokraćne bešike i spermu iz ejakulacijskih kanala u spoljni deo tela. Iako je muška mokraćna cev bešike jedinstvena struktura, ona se sastoji od heterogenog niza segmenata: prostatičnog, membranskog i spužvastog.
Poznavanje anatomije muške mokraćne cevi bešike je neophodno za sve zdravstvene radnike jer je kateterizacija jedna od najčešće sprovedenih procedura u zdravstvenoj zaštiti. Muška mokraćna cev bešike je podložna različitim patološkim stanjima, od traumatskih do infektivnih i neoplastičnih. Patofiziološke varijante mokraćne cevi bešike mogu imati razarajuće posledice, kao što su insuficijencija bubrega i neplodnost.

## Indikacije
Kateterizacija mokraćne cevi bešike se može se koristiti u dijagnostičke i terapijske svrhe.
Dijagnostička kateterizacija
Ova vrste kateterizacije koristi se za određivanje etiologija raznih genitourinarnih stanja. Zasniva se na:
- Sakupljanju nekontaminiranog uzorka urina za bakteriološke testove
- Praćenje izlučivanja urina
- Slikanja (imidžing) urinarnog trakta

Terapijska kateterizacija
U terapijske svrhe, kateterizacija se primenjuje kod:
- Akutna urinarne retencija (npr benigna hipertrofija prostate, krvni ugrušci).[12]
- Hronične opstrukcija koja uzrokuje hidronefrozu.[12]
- Iniciranje kontinuiranog pražnjenja mokraćne bešike
- Povremene dekompresije kod neurogene bešike.
- Higijensko zbrinjavanje nepokretnih bolesnika.

## Kontraindikacije
Kateterizacija mokraćne cevi bešike je kontraindikovana u prisustvu:
- traumatskih povreda donjeg urinarnog trakta, praćene masivnim krvarenjem,
- povrede karličnog dela mokraćne cevi bešike,
- operacije uretre ili mokraćne bešike,
- akutni prostatitis.[14]

## Vrste katetera
U kliničkoj praksi koristi se nekoliko osnovnih vrsta katetera: 
- Folijev kateter (permanentni urinarni kateter) — koji na svome kraju ima balon u koji se puni fiziološkim rastvorom da bi se balon napunio i na taj način zadržao kateter u mokraćnoj bešici. Baloni su napravljeni od silikonske ili prirodne i zapremine su 5 cm² ili 30 cm²,
- Intermitentni kateter (Robinsonov kateter) — je fleksibilni kateter koji se koristi za kratkotrajnu drenažu urina. Za razliku od Folijevog katetera, nema balona na kraju te se ne može zadržati u mokraćnoj bešici nepričvršćen. Može biti premazan i nepremazan (npr hidrofilni premazani i spreman za uporabu).
- Coude (lakatni) kateter — ima zakrivljen vrh koji mu omogućuje da lakše prođe kroz krivinu u prostatičnom delu uretre.
- Hematurični kateter — koji je tip Foleyjeva katetera koristi se za kontrolu krvarenja nakon transuretralne resekcije prostate. Koristan je za endoskopsko — hirurške postupke i u slučaju masivne hematurije. Postoje kateteri s dvostrukim i trostrukim lumenom.
- Spoljni kateter, urinski kondom ili kondom-kateter — koristi se kod inkontinentnih muškaraca i nosi niži rizik od infekcije u odnosu na trajni kateter, jer se fizički ne uvodi u uretru već ostaje na površini kože penisa.

- Urinarni kateter kod muškarca
- Urinarni kateter kod muškarca kome je uklonjena prostata
- Urinarni kateter kod žene

Dimenzije katetera
Dimenzije katetera su određene Francuskom kateterskom skalom. Najčešće su veličine 3,3 mm pa sve do 9,3 mm. Zdravstveni radnik je dužan da pri primene izabere kateter dovoljno velik da omogući slobodno oticanje mokraće i istovremen spreči curenje mimo katetera. 
Veće dimenzije katetera su potrebne ako je mokraća gusta, krvava ili sadrži veće količine sedimenta. Kod većih katetera postoji veća mogućnost oštećenja uretre.

## Način primene
Kateteri se mogu ubaciti kao: 
- In-and-out procedura, i koriste se za trenutnu drenažu mokraćne bešike,
- Samoodrživi uređaj za kratkotrajnu drenažu (kao i tokom operacije),
- Uređaj za dugotrajnu drenažu, kod pacijenata sa hroničnom urinarnom retencijom.

Oprema
Oprema
Oprema za kateterizaciju uretre sastoji se od:
- komercijalnog uretralnog kateterizatora za jednokratnu upotrebu,
- sterilnog anestetičkog lubrikant (npr Lidokain gel 2%)
- ureteralnog aplikatora sa tupim vrhom
- plastičnog šprica (5-10 mL).

Neki ljudi razviju preosjetljivost na lateks nakon dugotrajnog korištenja lateks katetera nakon čega se on mora zamijeniti silikonskim ili teflonskim. Kateteri obloženi aktivnom srebrom mogu smanjiti broj infekcija.

### Održavanje katetera
- Održavanja prohodnosti — obezbeđuje se ispiranjem katetera dva puta dnevno sa 5—10 mL 0,9% NaCl ili 3% acidi borici.
- Promena katetera — vrši se svakih 5-7 dana, po potrebi i ranije.
- Kateter suprapubične cistostomije — menja se nakon 2—3 nedelje.

## Komplikacije
Moguće komplikacije nakon plasiranja katetera su:
- Alergija ili osjetljivost na lateks
- Oštećenja uretre pri grubom uvođenju katetera
- Nepažljiva i gruba kateterizacija u bolesnika s poremećajima zgrušavanja krvi može dovesti do hematurije i tamponade bešike,
- Povrede bešike i uretre pri nasilnom izvlačenju katetera sa naduvanim balončićem (polusvesni i nemirni bolesnici),
- Oštećenje uretre pri naduvavanju balončića u uretri a ne u bešici,
- Kamenje u mokraćnoj bešici
- Infekcije krvi (septikemija)
- Krv u urinu (hematurija)
- Oštećenje bubrega (obično samo kod višegodišnje upotrebe katetera)
- Rak mokraćne bešike (samo nakon dugotrajne primene katetera).[19]
- Infekcije urinarnog trakta ili bubrega, koja je jedan od najvažniji patogenetski mehanizam u nastanku bakteriurije i infekcije zbog formiranje biofilma ubrzo po plasiranju katetera.[20] Mikroorganizmi odmah adheriraju na površinu katetera i umnožavaju se na spoljašnjoj i unutrašnjoj strani produkujući polisaharide. Stvaranju biofilma doprinose i sastojci urina (TammHorsfallov protein, joni kalcijuma i magnezijuma) koji se inkorporiraju u biofilm. Mikrokolonije su zaštićene u biofilmu, gde teško prodiru i antibiotici i lokalni faktori odbrane (leukociti i imunoglobulini). Alkalizacija mokraće od strane bakterija koje produkuju ureazu pospešuje taloženje soli kalcijuma i magnezijuma, što ima za posledicu stvaranje kristalnog biofilma koji može da pravi inkrustaciju i opstrukciju katetera. Osobe sa kateterom imaju najčešće dva do pet mikroorganizama u mokraći, koji su najčešće E. soli, Enterococcus faecalis i Proteus mirabilis. Takođe, veoma je čest nalaz bakterija koje produkuju ureazu – Proteus mirabilis, Morganella morganii, Klebsiella pneumoniae i Proveidencia stuartii.[21] Bakterije perzistiraju u mokraći od nekoliko nedelja do nekoliko meseci. Proteus mirabilis je posebno aktivan u formiranju biofilma i kristalnog biofilma i u oko 80% slučajeva odgovoran je za sve opstrukcije katetera.[22] Najzad, kod osoba sa kateterom češća je pojava rezistentnih bakterijskih vrsta.

## Spoljašnje veze
- Urinary Catheter Insertion — Department of Emergency Medicine, University of Ottawa (језик: енглески)
- Želučano crijevni i ekskrecijski sustav - opće vještine (језик: хрватски)

|  | Molimo Vas, obratite pažnju na važno upozorenje u vezi sa temama iz oblasti medicine (zdravlja). |